# Angelica roseana
Angelica roseana är en flockblommig växtart som beskrevs av Edward George Henderson. Angelica roseana ingår i släktet kvannar, och familjen flockblommiga växter. Inga underarter finns listade i Catalogue of Life.